# Franziskanerkloster Parchim

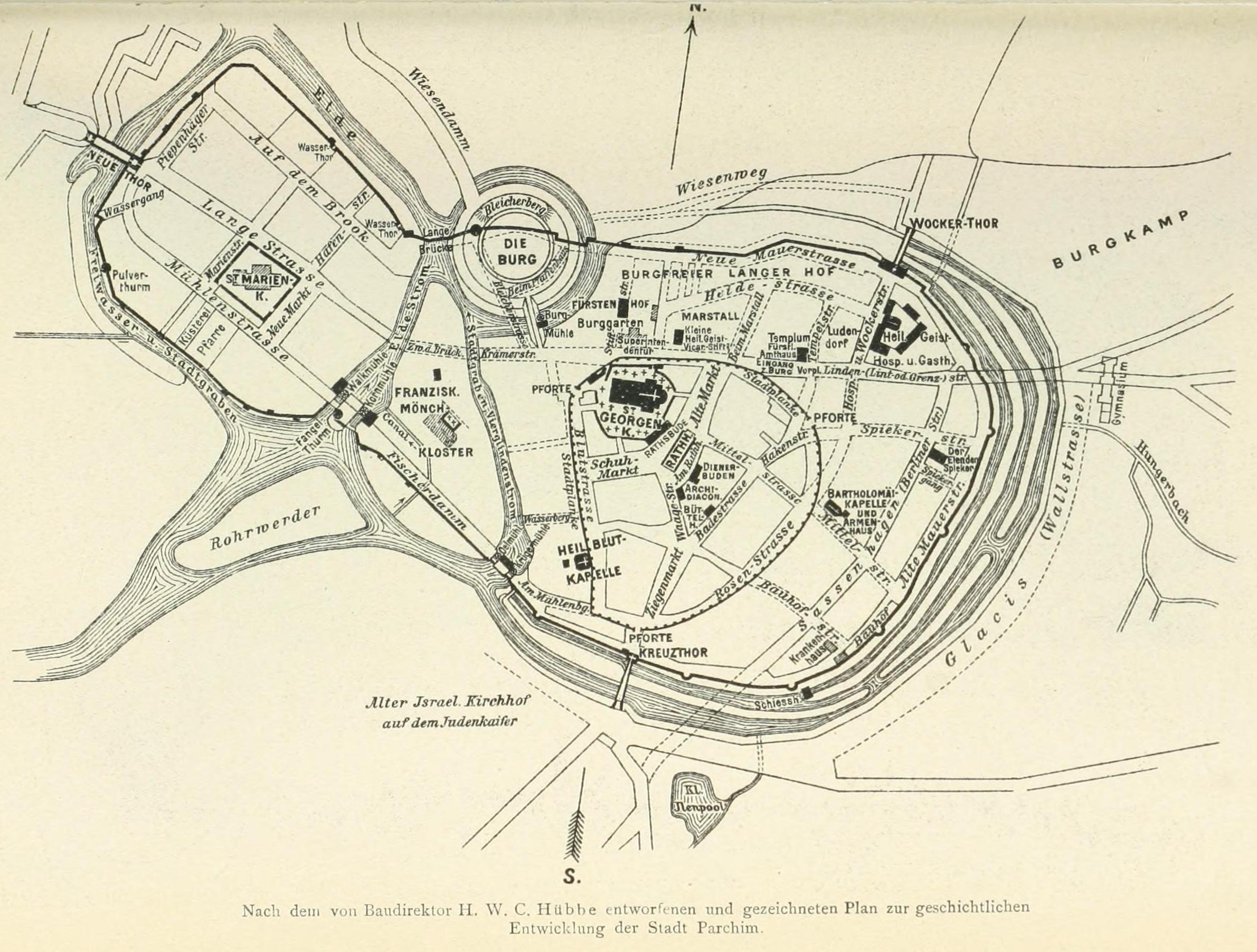
Parchim im Mittelalter und Franziskanerklosters

Das Parchimer Franziskanerkloster wurde um 1260 als Konvent des Franziskanerordens zwischen der Alt- und Neustadt zu Parchim, zwischen St.-Georgen- und St.-Marien-Kirchspiel gegründet und im Zuge der Reformation 1552/1553 säkularisiert.

## Geschichte
Der 1210 gegründete Bettelorden der Franziskaner (auch Minderbrüder, lat. fratres minores genannt) breitete sich ab 1221 auch in Deutschland aus und war bereits um 1230 in den wichtigsten Regionen des Reiches bis zur Ostsee präsent. Das Kloster in Parchim gehörte zur Kustodie Lübeck der Sächsischen Franziskanerprovinz  vom hl. Kreuz (Saxonia).

### Gründung
Aufgrund des spärlichen Quellenbefundes ist eine präzise Datierung der Anfänge und Beurteilung der Gründungsumstände der Parchimer Franziskanerniederlassung nicht möglich. Auch ein Patrozinium ist nicht nachweisbar. Die ersten drei in Parchim namentlich genannten Franziskanerbrüder Wernerus, Reynerus und Marsilius konnten für das Jahr 1246 nachgewiesen werden. Am 1. November 1246 wurden sie aus Anlass einer geistlichen Stiftung des Schweriner Grafen Gunzelin und seiner franziskanerfreundlichen Mutter Audacia erwähnt; der Konvent zu Schwerin gehörte zur selben Ordensprovinz. Daraus kann jedoch nicht geschlossen werden, dass es bereits einen ständigen Konvent in Parchim gab, da sie sich möglicherweise nur vorübergehend – im Gefolge der Gräfin Audacia – in Parchim aufhielten. Schriftliche Hinweise auf die Gründungsumstände und den Ausbau von Konventsgebäuden fehlen.
Zwischen 1256 und 1265 vidimierte „Bruder Wernerus, Guardian der Minderbrüder in Parchim“ (frater Wernerus Ghardianus fratrum minorum in Parchem) – möglicherweise identisch mit dem 1246 erwähnten Bruder Wernerus – im Namen des Franziskanerkonvents die Stadtrechtsbewidmung für die Stadt Parchim. Dies kann als Anhaltspunkt dafür gelten, dass um diese Zeit ein Konvent unter Leitung eines Guardians in Parchim bestand. Als Franziskaner wurde 1265 der Bruder Kristian erwähnt. Fürst Johann I. von Werle, der seit 1281 in Parchim zu finden war und von 1277 bis 1283 den Landesteil Wenden regierte, stellte am 25. Januar 1278 den Franziskanern in Parchim einen Schutzbrief aus.

### Baulichkeiten
Im Zuge der westlichen Erweiterung Parchims durch die planmäßig angelegte Neustadt um die 1249 erstmals erwähnte Kirche St. Marien herum erhielt der Konvent vom Landesherren Pribislaw I. von Parchim-Richenberg das Grundstück zum Bau des Klosters. Um 1260 bestand eine Konventorganisation totusque conventus fratrum ibidem („der ganze Konvent von Brüdern dort“) mit entsprechenden Baulichkeiten. Der Parchimer Franziskanerkonvent lag westlich der Altstadt am südöstlichen Rand der Neustadt in einer fast inselartigen Lage südlich am Fuße der Burg, auf einem tiefergelegenen, von der Elde und vom Stadtgraben eingefassten Gelände. Der Konvent befand sich in spürbarer Entfernung zu den Märkten in der Stadt und den Hauptverkehrswegen; er war über den Mühlendamm, der heutigen Mühlenstraße und dem Fischerdamm zugänglich. Auf einer Planansicht von H. W. C. Hübbe von 1899 ist das Franziskanerkloster verzeichnet.
Das Kloster der Minderbrüder lag wegen der Hochwassergefahr auf weniger wertvollem Gelände, zudem in Nachbarschaft zu sozial schwächeren Schichten wie den Fischern und Müllern, wie es dem Ordensideal entsprach. Für 1379 wird in der Nähe der Minderbrüder das Armenhaus des Hermann Robelmann genannt, 1386 ein Kornspeicher apud monachos („bei den Ordensleuten“), 1389 und 1891 verpfändet die Witwe eines Kleinhändlers Häuser in der Nachbarschaft des Konvents. Zu Beginn des 15. Jahrhunderts wird ein Elendenhaus auf dem Fischerdamm genannt, und 1518 stiftete Hans Wellings Witwe auch ein Armenhaus, welches dem Klosterhof gegenüberlag.

### Stiftungs- und Klostergeschichte mit Wirtschaftsordnung
1312 lässt sich eine erste bürgerliche Messstiftung im Franziskanerkonvent belegen, eine der ältesten Seelmessstiftungen an einem mecklenburgischen Bettelordenskonvent überhaupt. Die Stiftung weist alle typischen Merkmale einer solchen Vereinbarung auf. Ein Parchimer Bürger setzte aus seinem Erbe den Brüdern eine regelmäßige Rente aus, für die der Rat der Stadt Parchim berufen wurde. Hiervon wurde der Gesang für Vigilien und Seelenmessen im Franziskanerkloster sowie ein ewiges sonntägliches Gedenken an den Stifter durch die Brüder in der sonntäglichen Messfeier finanziert.
1331 verfügten die Parchimer Franziskaner über ein Terminierhaus im etwa 40 Kilometer vom Kloster entfernten Malchow. In dem vom Schmied Borchard erworbenen Haus lebte der franziskanische terminarius Johannes, der wohl zum Parchimer Konvent gehörte, mit einem Knecht. Ein anderer Bürger verkaufte diesem Johannes einen Acker, von anderer Seite erwarb er noch einen weiteren Ackeranteil. Die Termineien waren kleine, weniger aufwändige Niederlassungen als die Konvente und erlaubten den Franziskanern, mittels solcher Stützpunkte auch im Umland präsent zu sein, dort seelsorgerlich zu wirken – etwa mit einem Tragaltar auf Außenposten die heilige Messe zu feiern –, Almosen zu sammeln und dort sogar Grundstücke mit Häusern zu erwerben sowie auf Reisen zu übernachten. 1343 wurde dem Malchower Magdalenerinnenkloster ein Haus verkauft, dass bey der Scholen undt der Minioritenbrüdern von Parchim Behausung lag.  Während andere Konvente auch mehrere Termineien haben konnten, sind weitere Termineien der Parchimer Franziskaner nicht belegt.
Das Kloster wurde in Stadturkunden selten erwähnt, war aber auffallend häufig in städtischen Rechtsgeschäften tätig. Bis 1375 lassen sich urkundlich Beziehungen zum Stadtrat nachweisen und wie der Guardian Johann von Radim des Parchimer Konvents die Stadtprivilegien transsumierten. Aber auch als Bischof Rudolf von Schwerin 1391 eine Vikarie in der Parchimer St.-Marien-Kirche bestätigte, trat der Lektor Johann Zachtelevent (Sachtleben) aus dem Konvent als Zeuge an erster Stelle der Zeugenreihe auf, noch vor dem Magister Johann Redekin. Dieser war immerhin Schweriner Kanzler und Magdeburger Domherr.  Die Nennung von zwei Lektoren deutet auf die Existenz eines Hausstudiums für den Ordensnachwuchs im 14. Jahrhundert in Parchim hin.
Im Zuge der Vergabe von päpstlichen Privilegien zugunsten der Bettelorden kam es 1347 auch bei den Franziskanern in Parchim zu zeitlich befristeten Konflikten zwischen den Ordensleuten und dem Pfarrklerus über das Recht, Beichte zu hören. So hatte am 18. März 1347 Pfarrer Gerhard öffentlich von der Kanzel in der Marienkirche der Parchimer Neustadt verkündet, dass nunmehr kraft seiner Autorität die Beichttätigkeit innerhalb seines Pfarrbezirkes vollständig unter seiner Kontrolle stehe. Ohne seine ausdrückliche Erlaubnis durfte keiner außerhalb seines Kirchspiels zur Beichte gehen. Betroffen waren davon das benachbarte Franziskanerkloster und die Georgenkirche in der Parchimer Altstadt. Bedingt durch immer weniger Einnahmen verbot Pfarrer Gerhard auch, dass die Gläubigen außerhalb der Parochie intendens de dictis fratribus („wobei er die besagten Brüder meinte“) ohne seine oder seiner Kapläne Erlaubnis das Sakrament der Eucharistie empfingen. Diese unerlaubten Zwangsmaßnahmen des Pfarrers wurden nicht ohne Widerspruch der Franziskaner hingenommen. Nach Zunahme der Konflikte wandten sich die Franziskaner an den Heiligen Stuhl, um ihre Rechte gegenüber dem Pfarrherrn in der Parchimer Neustadt einzufordern. Von Rom aus wurde der Konservator des Franziskanerordens in Deutschland, der Magdeburger Domdekan Arnold, mit der Überprüfung der Konfliktsituation beauftragt. Dieser subdelegierte am 17. Dezember 1347 den Parchimer Pfarrer Gottfried in der Georgenkirche für die Anhörung der Zeugen, die vom Konvent der Franziskaner in Parchim benannt worden waren. Die Untersuchungen ergaben, dass Pfarrer Gerhard die Beichtprivilegien der Franziskaner in Abrede gestellt hatte, die Kompetenz der Brüder mit Hilfe von Falschaussagen anzweifelte und durch seine unwillige Verhaltensweise grauitate et amaritudine mentis sue („durch die Bitterkeit und Strenge seines Geistes“) die Ausgabe von Erlaubnisscheinen nicht verleugnen konnte.
Von weiteren Konflikten zwischen Weltklerus und Franziskanern ist in den Zeiten bis zur lutherischen Reformation nichts bekannt. Die Quellenlage zum Parchimer Konvent im 14. bis 16. Jahrhundert ist insgesamt dürftig. Nach Ausweis der wenigen erhaltenen Dokumente unterhielten die Franziskaner ein gutes Verhältnis zu Bürgern, Weltgeistlichen und Landesherren, Letztere teilten dem Konvent wiederholt Schutzbriefe aus.
Über die Beziehungen der Minderbrüder zu den mecklenburgischen Landesfürsten ist wenig bekannt. Die Tatsache, dass sich 1402 die Herzogin Mechthild von Werle-Goldberg, Tochter von Nikolaus IV., in Parchim bestatten ließ, kann immerhin als besonders herausragendes Ereignis in der Konventsgeschichte vermerkt werden. Als gutes Verhältnis kann auch die am 11. November 1480 durch Herzog Albrecht VI. von Mecklenburg vorgenommene Bestätigung des umfangreichen Schutzbriefes zugunsten der Franziskaner gewertet werden.
Das vom Parchimer Bürger Gerhard Sachow um 1350 formulierte eigene Testament ist nur deshalb erhalten geblieben, weil es in Lübeck  aufgesetzt wurde. Gerhard Sachow hinterließ den Parchimer Franziskanern gemeinschaftlich insgesamt acht Mark und dreizehn Schillinge, die er als Gläubiger bei anderen Personen noch einzufordern hatte. Der Lektor Hermann erhielt sieben Schillinge und den Franziskanerbrüdern Lambert Witte und Lutbert Stenvort ließ er zwei bzw. vier Schillinge ausbezahlen. Ausdrücklich vermerkte er seinen Wunsch, bei den Lübecker Franziskanern begraben zu werden, wofür er ihnen eine Mark überließ. Seiner Frau und seiner Tochter vermachte er das gesamte übrige Geld.
Im Parchimer wie auch im Schweriner Konvent war es nicht ungewöhnlich, dass einzelne Brüder Schulden hatten und Individulalegate in Empfang nahmen. Derartige Legate, die unter den Brüdern verteilt wurden, sind 1361 und 1372 auch für Parchim belegt. Sogar Weltkleriker spendeten an das Kloster und finanzierten dort auch Memorien.
Aus dem Testament des Goldberger Pfarrer Ludolf von Dale von 1331 erhielten die Brüder zwei Mark. Seine Schwester Adelheid war Nonne im Kloster Dobbertin und die Goldberger Kirche Patronatskirche des Klosters. Als der reiche Priester Hermann Koss in Parchim 1379 sein Testament machte, hinterließ er nicht nur jedem Franziskaner zwei Schillinge, sondern setzte dem Konvent darüber hinaus als Memorie für sich und seine Eltern zehn Mark aus item cuilibet fratri in conventn Parchem dnos sol lub (item cuilibet fratri in conventu Parchem duos solidos iugalibus „ebenso jedem Bruder im Parchimer Konvent zwei Solidi dem Ehepaar“).
Dieser Umgang mit Besitz der Konvente und der einzelnen Brüder zeigte in den mecklenburgischen Franziskanerklöstern eine deutliche Entfernung vom ursprünglichen Armutsideal des Ordens. Die Anhänger der strengeren Observanzbewegung lehnten regelmäßige Einkünfte und gemeinsamen Besitz, Renten und Liegenschaften ab. In den innerfranziskanischen Streitigkeiten des 15. Jahrhunderts um die Armutsfrage stand das Kloster in Parchim wie die Klöster Schwerin, Rostock und Wismar auf der Seite der weniger strengen Konvente, ohne jedoch Teil des Konventualen-Zweigs im Orden zu werden. Erst 1509 nahm es die nach Papst Martin V. benannten Martinianischen Konstitutionen an und gehörte ab 1518 zur neu eingerichteten martinianischen Sächsischen Franziskanerprovinz vom Hl. Johannes d. Täufer, der Saxonia S. Johannis Baptistae, die jedoch schon bald mit allen zu ihr gehörigen Konventen in der Reformation unterging.

### Reformation und Aufhebung des Konvents
Über die Aufhebung des Franziskanerkonvents in Parchim liegen wenig Quelleninformationen vor. Seit 1528 wurde in der Altstadtkirche St. Georgen evangelisch gepredigt, in der Neustadtkirche St. Marien duldete man noch bis 1540 den Katholizismus, so dass die Bürgergemeinde in Glaubensangelegenheiten gespalten war und sich daraus denn auch mancherley Unlust in der Stadt entwickelte. Parchim war zwar Sitz eines Archidiakons, doch unter den Bürgern gab es bis 1530 noch keine Mehrheit für die lutherische Reformation. Im Visitationsprotokoll von 1535 wurde zwar angemerkt, der Pfarrer ynn der newstatt zu Parchim blib verstockt ynn seiner alten hecheley, die Franziskaner wurden aber mit keinem Wort erwähnt.
Erst nach der 1540 erfolgten Berufung von Johann Riebling zum Superintendenten nach Parchim wurde die in Kirchenangelegenheiten gespannte gesellschaftliche Lage entflochten. An beiden Pfarrkirchen wurden evangelische Prediger eingesetzt, und spätestens jetzt wurde den Franziskanern die katholische Liturgie verboten. Die Brüder durften aber weiter im Kloster wohnen bleiben.
Mit dem Regierungsantritt Herzog Johann Albrechts wurde das Kloster 1552 endgültig säkularisiert. Man richtete dort kurzzeitig eine Schule ein. Die noch vorhandenen Altargeräte und Messgewänder des Klosters holte 1553 der fürstlich mecklenburgische Rentmeister Sigismund von Eßfeld ab und übergab sie an die evangelischen Vorsteher der Kirchen St. Georgen und St. Marien in Parchim. Später wurden etliche Teile davon nach Kuttenplan in Böhmen im Kreis Pilsen verkauft. Man vermutete, dass sich dort die vertriebenen Parchimer Franziskaner aufhielten.
1560 ließ Herzog Johann Albrecht I. die vor dem Zusammenbruch stehenden Baulichkeiten des Klosters abbrechen. Im Chronicon Parchimense von 1670 wird zum Franziskanerkonvent berichtet: anitzo nichts mehr übrig als ein wüster Platz nebst etlichen Steinhauffen, der Münch-Hof genannt, zwischen den daselbst getheileten Elden-Strohm belegen.  Möglich ist, dass Steine des Klosters beim Bau der Festung Dömitz Verwendung fanden, denn der Transport könnte auf dem Wasserwege der Elde geschehen sein. 1670 war vom Kloster nichts mehr übrig als ein  wüster Platz nebst etlichen Steinhaffen, der Münch Hof genannt, zwischen den daselbst getheileten Elden-Strohm belegen.
1890 wurde auf dem Klostergelände die Fritz-Reuter-Schule gebaut, wobei Fundamentreste der Klosterkirche und Holzsärge mit Skeletten zu Tage kamen.

### Ämter im Kloster
Insgesamt sind die Namen von drei Guardianen und zwei Lektoren bekannt.
 Guardiane 
- Frater Wernerus (um 1260)[35]
- Christian (Kristianus) (Anfang des 14. Jahrhunderts)[36]
- Johannes von Raden (1375)[37]

 Lektoren 
- Hermann (um 1350)
- Johannes Zachteleuent (1391)[38]

### Gedruckte Quellen
- Mecklenburgisches Urkundenbuch (MUB)
- Mecklenburgische Jahrbücher (MJB)

### Ungedruckte Quellen
Landeshauptarchiv Schwerin (LHAS)
- LHAS 1.4-2 Urkunden der Stadt Parchim. Bestand Generalia eccl. Acta Franciscaner-Mönchs-Kloster zu Parchim
- LHAS 2.12-3/2 Klöster und Ritterorden. Franziskaner Mönchskloster zu Parchim
- LHAS 2.12-3/4 Kirchen und Schulen. Generalia Nr. 1351.